# Білоушенко Сергій Олександрович
Сергі́й Олекса́ндрович Білоу́шенко (19 лютого 1993, м. Корсунь-Шевченківський — 27 липня 2014, м. Торез) — український військовик, солдат Збройних сил України, учасник російсько-української війни.

## З життєпису
Народився 19 лютого 1993 року у місті Корсунь-Шевченківський. Закінчив 2010 року Корсунь-Шевченківську гімназію, вступив до Київського національного університету технологій та дизайну. Після року строкової служби в ЗСУ вступив на контрактну службу у 2011 році.
Гранатометник, 95-та окрема аеромобільна бригада.
27 липня 2014 року загинув у бою під Торезом.
Похований у Корсуні-Шевченківському 30 липня 2014 року.
Без Сергія лишилась мама Руслана Юріївна.

## Нагороди та вшанування
- 14 листопада 2014 року за особисту мужність і героїзм, виявлені у захисті державного суверенітету та територіальної цілісності України, вірність військовій присязі під час російсько-української війни, відзначений — нагороджений орденом «За мужність» III ступеня (посмертно);
- медаль УПЦ КП «За жертовність і любов до України» (посмертно).